# 东营港
东营港，位于中华人民共和国山东省东营市河口区仙河镇，地处黄河入海口北约50公里处，背靠广袤的黄河三角洲，是东营市的重要港口之一。东营港自20世纪80年代起逐步兴起，并于1997年正式对外开放，成为环渤海经济圈的新兴海港。近年来，东营港在促进山东半岛、辽东半岛之间的经济与交通往来方面，发挥了积极作用，也为京津冀地区的港口运力提供了有效补充。

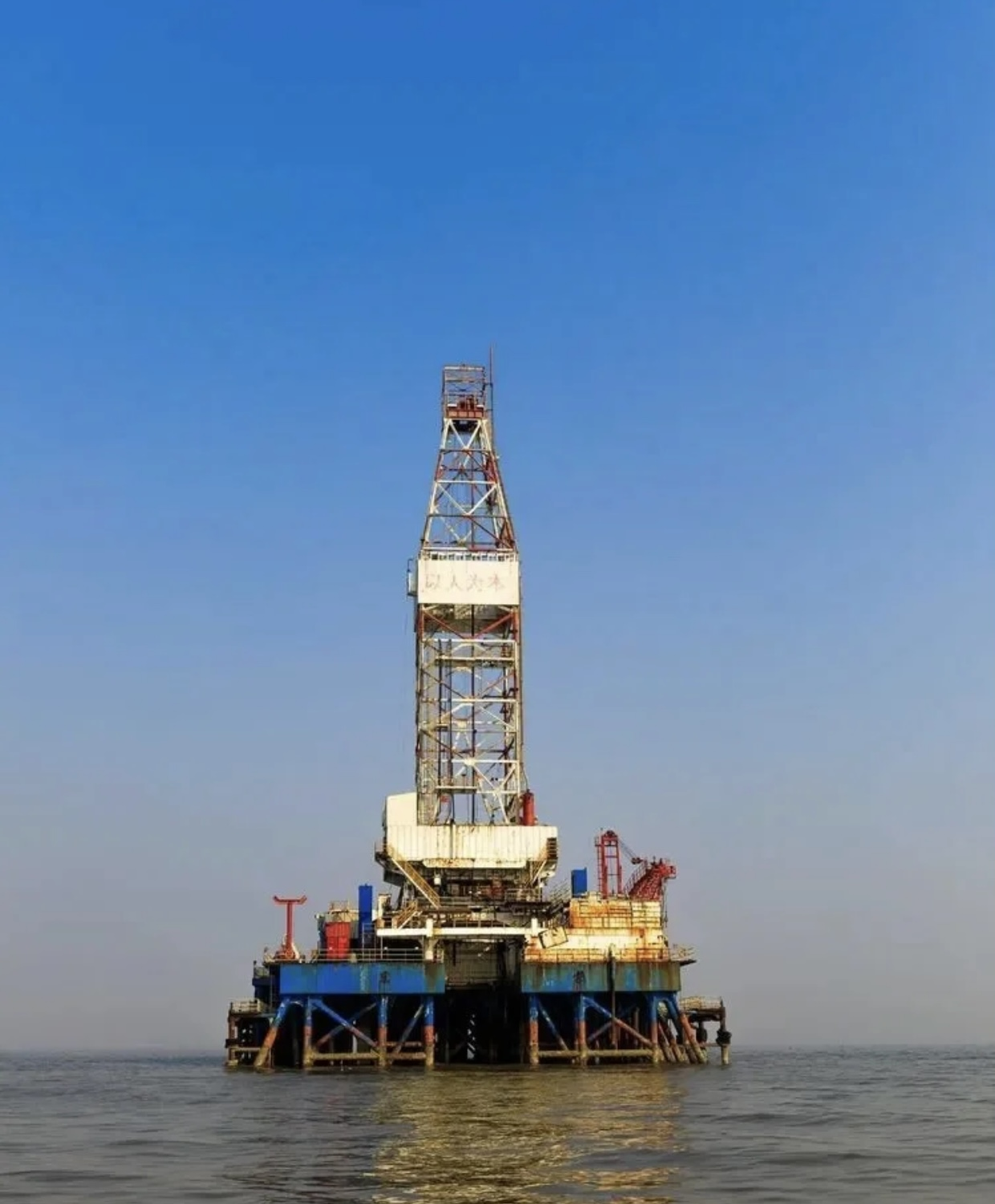
东营港港口

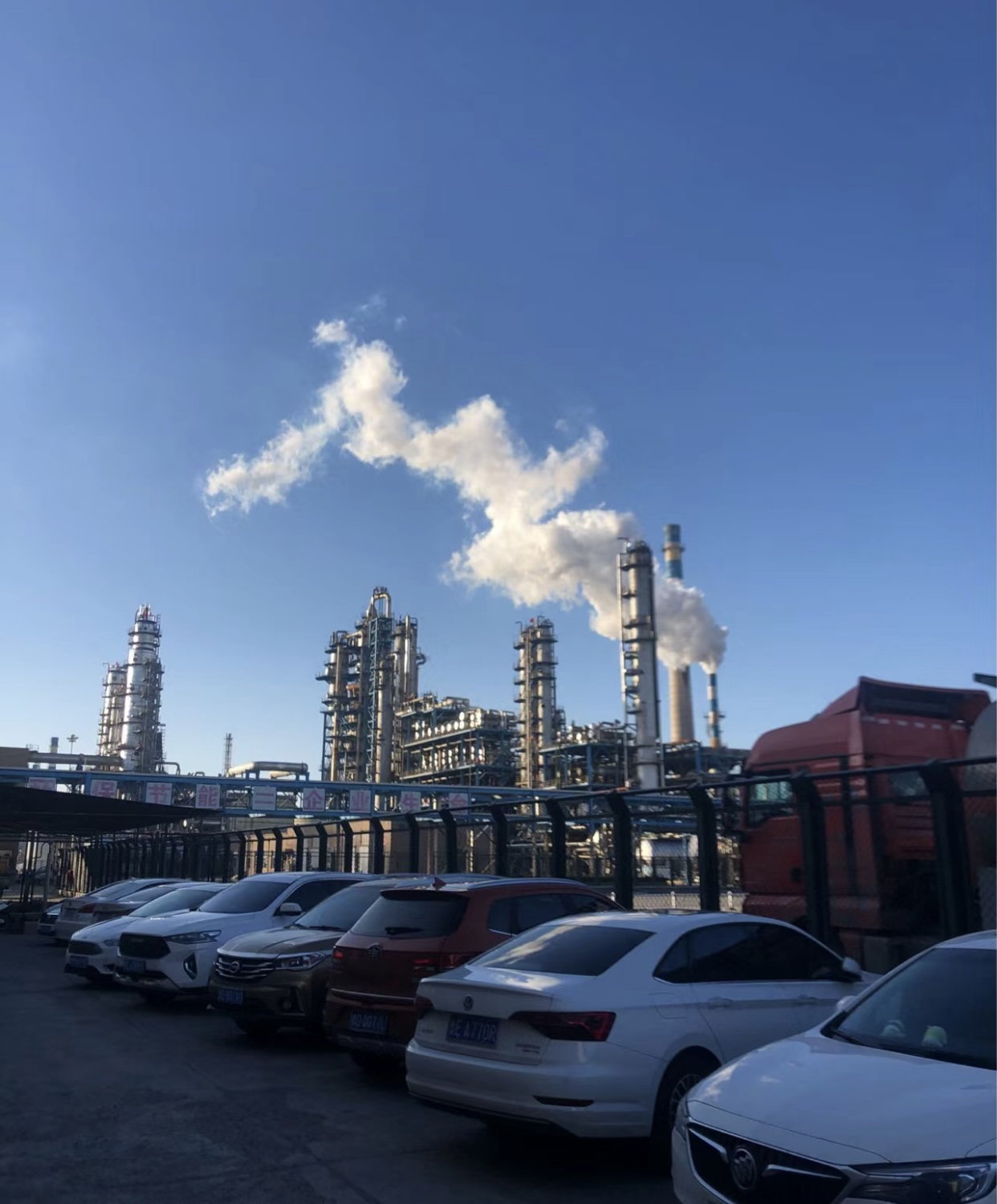
东营港的部分化工厂

东营港是环渤海地区近年来兴起的海港之一，始建于20世纪80年代，于1997年对外开放。东营港加强了山东半岛和辽东半岛之间的沟通往来，同时也补充了京津唐地区的港口运能。进入21世纪后，东营港进行了二期港口建设，同时配套建设有东营港疏港高速公路和东营港疏港铁路。
目前，东营港已初步具备了较强的物流能力。到2012年，港口货物吞吐量突破1000万吨大关，成为黄河三角洲地区重要的物资集散地之一。东营港不仅在货运方面取得了显著成就，还在航运领域实现了突破。2013年，东营港开通了前往旅顺港的客货滚装轮航线，为连接山东与辽宁之间的海上交通开辟了新通道，促进了两地间的经济合作和人员往来。
东营港的地理位置优越，不仅靠近黄河入海口，还是中国石油化工产业的重要港口。周边区域有丰富的石油资源，东营港在服务石化产业方面发挥了重要作用。港口内建有多个石油化工专用码头，能够满足石化产品的运输需求。此外，东营港的多功能码头和集装箱码头设施不断完善，吸引了越来越多的国内外企业进驻，为当地经济发展带来了持续动力。
在未来，随着港口基础设施的进一步完善，东营港有望在环渤海地区发挥更大的物流枢纽作用，成为连接中国北方经济圈的重要节点之一。港口的持续发展将带动区域经济一体化，并为黄河三角洲的开发和繁荣提供强有力的支持。

## 交通
- 东营港疏港高速
- 东营港疏港铁路
- 340国道0公里起点。